# 한국농산물중도매인조합연합회
한국농산물중도매인조합연합회는 농산물의 공정하고 원활한 유통질서 확립에 기여함을 목적으로 1992년 5월 4일 설립된 대한민국 농림수산식품부 소관의 사단법인이다. 사무실은 서울특별시 송파구 가락동 600, 동화청과 3-97에 있다.

## 주요 사업
- 농산물 중도매업의 영업활성화를 위한 사업
- 정부에 대한 건의 및 자문에 대한 답신
- 회원의 업무에 관한 조사 및 정보·자료의 수집 및 분산
- 농산물의 유통구조 및 도매시장 제도개선을 위한 연구 및 방향제시
- 시장발전과 회원을 위한 기관지의 발행과 시찰, 교육, 연구회 개최
- 공익사업 및 후생공제사업
- 기타 본 회의 목적달성을 위한 부대사업